# Kanton Saint-Laurent-de-Neste
Kanton Saint-Laurent-de-Neste (francouzsky Canton de Saint-Laurent-de-Neste) je francouzský kanton v departementu Hautes-Pyrénées v regionu Midi-Pyrénées. Tvoří ho 18 obcí.

## Obce kantonu
- Anères
- Aventignan
- Bize
- Bizous
- Cantaous
- Générest
- Hautaget
- Lombrès
- Mazères-de-Neste
- Montégut
- Montsérié
- Nestier
- Nistos
- Saint-Laurent-de-Neste
- Saint-Paul
- Seich
- Tibiran-Jaunac
- Tuzaguet